# Fortunato De Angelis
Fortunato De Angelis (Roma, 1882 – ...) è stato un tenore italiano.

## Biografia
Fortunato De Angelis inizia la sua carriera con la canzone romana. Del suo repertorio si conoscono registrazioni a partire dal 1910 della Columbia Records.
Il suo debutto nell'opera avviene al teatro Adriano di Roma nel 1913 con La forza del destino di Giuseppe Verdi interpretando il ruolo di Don Alvaro. Successivamente proseguono varie rappresentazioni nei principali teatri in tutta Italia. Nel 1923 si trasferisce negli Stati Uniti dove rimarrà fino al 1935 esibendosi nei più prestigiosi teatri del paese. 
Si sposa con il soprano Maria Javor, madre del famoso soprano Astrid Varnay.
Dal 1926 da tenore affermato eseguì le sue interpretazioni nei più noti teatri del continente americano ed in Asia